# Kàjré
Kàjré é um machado cerimonial do tipo semilunar que originalmente pertencia aos índios da etnia krahó, mas que em determinado momento passou a integrar o acervo do Museu Paulista. Os índios reivindicavam de volta a posse do machado, num debate que durou anos, mas que acabou por ter um desfecho favorável às reivindicações indígenas e o artefato retornou ao povo de origem, voltando a ser usado regularmente em seus rituais.

## Descrição
A Kàjré é feita de pedra, em forma semilunar. A lâmina na parte convexa é levemente laminada. O objeto foi descrito como "bonito" e "bem acabado". Na parte côncava, a pedra é achatada, em formato retangular, com um cabo em cilindro na ponta, também feito de pedra. O peso estimado é quatro quilos.
Uma característica do objeto é que a lâmina não está presa na ponta do cabo pelo qual se segura. As duas extremidades do machado estão livres; a lâmina situa-se no centro.
Há fitas de couro presas ao cabo da peça, que formam uma alça. Nas extremidades, há também tiras trançadas, com uma cor vermelha e laranja.

## Histórico

### Remoção da aldeia
O machado foi retirado em 1947 da aldeia de Pedra Branca, localizada no que hoje é o nordeste do estado do Tocantins, sendo então repassada ao Museu Paulista pelo antropólogo Harald Schultz. Naquele ano, com a fundação da Seção de Etnologia do Museu Paulista, criada e dirigida por Herbert Baldus, Harald Schultz foi nomeado Assistente de Etnologia do Museu, função que desempenhou até sua morte em 1966. Ainda em 1947, junto com Baldus e com o apoio da FESPSP, retoma a trabalhar com os Kaingang e, depois, com os Terena, em São Paulo. Também em 1947, Schultz viaja para o Mato Grosso para dar início às investigações junto ao grupo Karajá, passando pelo norte de Goiás, onde contatou o grupo Krahô.

### Negociações
O início das negociações para reaver o machado se deu quando um indígena craô identificou o machado num catálogo do Museu Paulista.

### Devolução do artefato
No dia 12 de junho de 1986, o jornal Folha de S.Paulo noticiou que o machado sagrado krahô foi entregue pelo então reitor da USP, José Goldemberg, ao chefe Pedro Penon. O mesmo jornal trazia ainda outra reportagem informando sobre a posição de Romero Jucá, que então era presidente da Funai, acerca da educação indígena.
A devolução é considerada um marco de descolonização cultural.